# Médaille Défenseur de la Patrie
La médaille Défenseur de la Patrie (en ukrainien : Медаль «Захиснику Вітчизни») est une médaille décernée par le Président de l'Ukraine. 
Cette décoration a été créée en 1999 par le président de l’époque qui est l'autorité qui la décerne. Elle peut être délivrée aux Ukrainiens ou pas délivrée sur présentation par des autorités civiles ou militaires. Elle est décernée pour la libération de l'Ukraine de l'occupation allemande, pour fait exceptionnel envers l'Ukraine, la défense de civils et du pays.

## Médailles
| médaille 1999-2015 | ruban |
| ------------------ | ----- |
|                    |       |

## Détenteurs
- Maria Chtcherbatchenko,
- Liudmila Kravets,
- Maria Chkarletova.
- Olha Simonova